# Volvo B5LH
Volvo B5LH (известный также как Volvo BRLH) — двухэтажный электробус особо большой вместимости производства Volvo Bussar, предназначенный для эксплуатации в странах с левосторонним движением, а также шасси, на котором производят свои транспортные средства другие производители. Взято за основу электробусов Volvo 7700 Hybrid и 7900 Hybrid. Серийно выпускается с 2010 года. С 2013 года на его основе также производят сочленённые электробусы особо большой вместимости. С 2016 года производится версия Volvo B5LHC с кузовом Wright SRM. С 14 апреля 2020 года производится самозаряжающаяся модель B5L S-Charge.

## Информация
B5LH оснащён собственной параллельной гибридной трансмиссией Volvo, которая связывает двигатель I-SAM с 5-литровым дизельным двигателем серии D5. Трансмиссия подключена к автоматической коробке передач Volvo I-Shift, которая приводит в движение заднюю ось. Вся трансмиссия установлена в линии в левой задней части шасси, аналогично B7L. Литиевая батарея установлена сразу за передним левым колесом, питая систему двигателей I-SAM.
B5LH оснащён системой остановки-запуска, которая позволяет его двигателю отключаться, когда автобус неподвижен, а батарея достаточно заряжена. Он также способен ездить в полностью электрическом режиме со снижением скорости до 20 км/ч. Электробус достигает 35 %, 25 % или 40 % расхода топлива, по утверждению производителя Volvo Bussar.
Предсерийная партия оснащалась кузовом Eclipse Gemini, а серийное шасси оснащается кузовом Eclipse Gemini 2.